# Mohelnická brázda

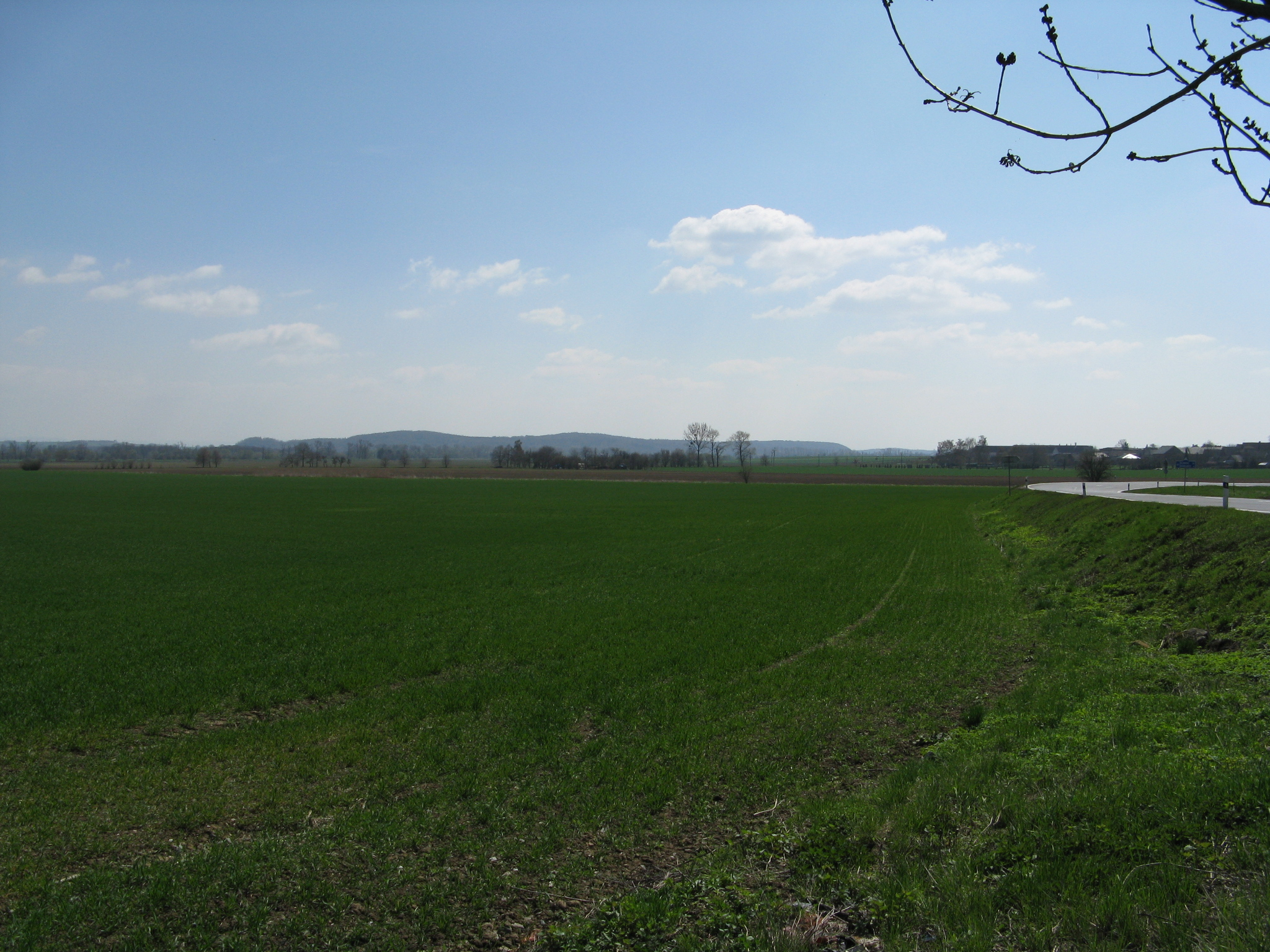
Mohelnická brázda – pohled východním směrem (vlevo obec Libivá)

Mohelnická brázda je tvořena 3–5 km širokou příkopovitou depresí táhnoucí se od severu, kde navazuje na Hanušovickou vrchovinu a jejíž hranici tvoří spojnice mezi Chromčí, Bludovem a Sudkovem, a pokračující jihovýchodním směrem podél Zábřeha na Moravě, Lukavice, Třeštiny a Mohelnice až na její jižní hranici tvořící tzv. Třesínský práh u Mladče západně od Litovle.

## Poloha
Mohelnickou brázdu lze dělit Třesínským prahem na tektonicky podmíněnou depresi celkového směru sever-jih, a také na příčnou a výše položenou Policko-líšnickou kotlinou, orientovanou od západu k východu, tj. depresí rozdělenou na dvě části – západní (líšnickou) a východní (polickou). Základní depresí brázdy protéká řeka Morava a podél jejího koryta se proti proudu šíří z Hornomoravského úvalu a napříč Třesínským prahem zcela bez přerušení tzv. Středomoravská niva jako podcelek Mohelnické brázdy a lemuje její východní okraj. Zbývající část základní deprese brázdy i Policko-líšnickou kotlinu vyplňuje mírně zvlněná pahorkatina na málo odolných mladotřetihorních a kvartérních sedimentech, šířící se v úrovních 250–280 m n. m. V západním směru hraničí se Zábřežskou vrchovinou, ve východním s Úsovskou vrchovinou a Hornomoravským úvalem.

## Klimatické poměry

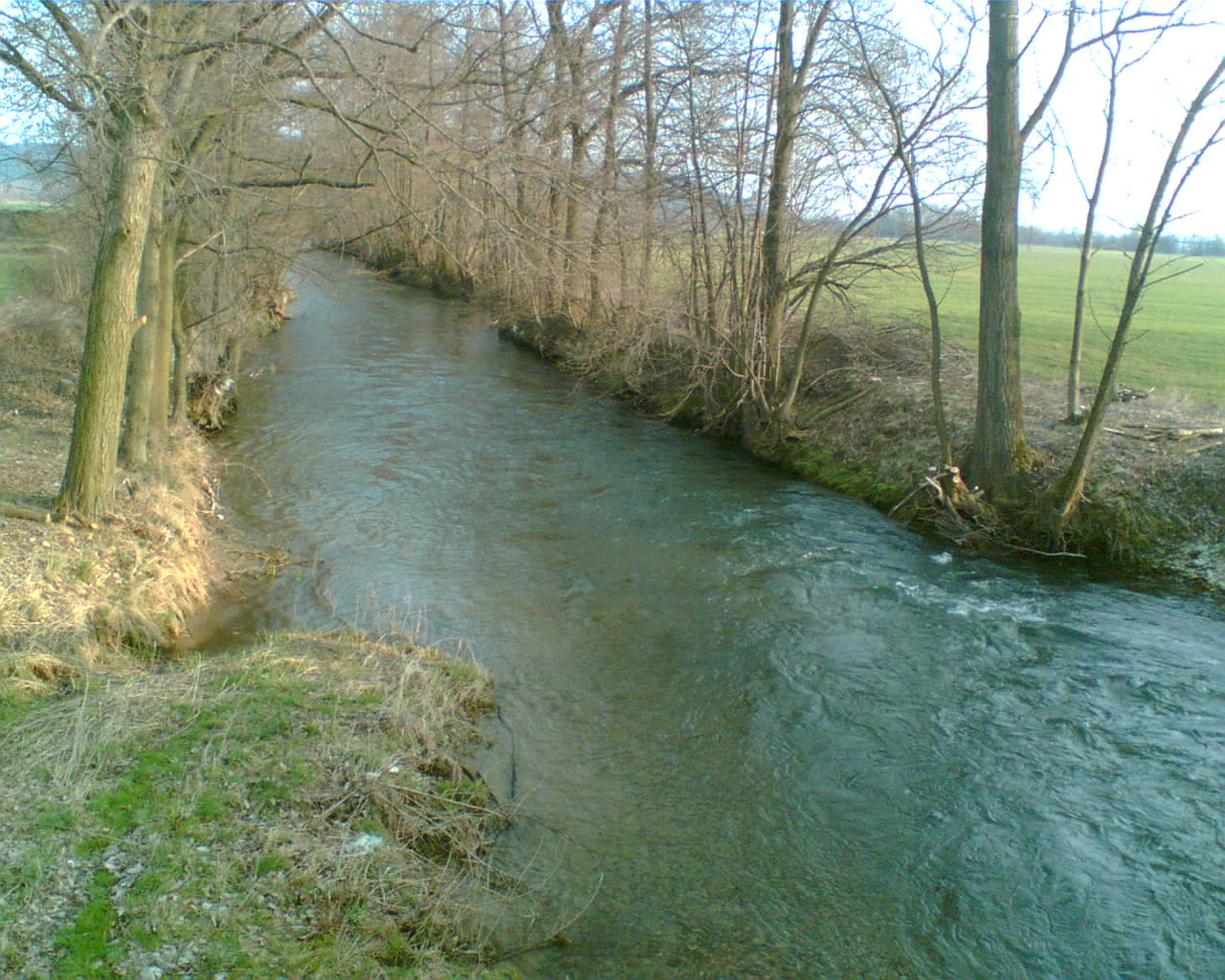
Řeka Morava pod Bludovem, pohled na jihovýchod

Území Mohelnícké brázdy leží v mírném klimatickém pásu, charakteristickém jak mírnými zimami tak i léty. Ve srovnání s jinými regiony tohoto pásu má území poměrně málo srážek, protože jeho západní vrchovinné omezení zachycuje značné množství vláhy přinášené do oblasti převažujícím západním až severozápadním vzdušným prouděním. Tato lokalita je tedy oblastí poměrně suchou s průměrnými ročními srážkami kolem 600 mm. V brázdě je průměrná výška sněhové pokrývky 20 cm, ale mívá nesouvislé trvání, přerušované oblevami. Průměrný počet dnů s mlhou je 92,3 v roce, poměrně vysoký počet dnů s mlhou je podmíněn především polohou Mohelnické brázdy vůči okolním vrchovinám, takže tu často dochází k inverzním situacím. Průměrná roční relativní vlhkost vzduchu se pohybuje kolem 77 %, průměrný počet hodin slunečního svitu bývá 1801 h/rok, z toho v letním pololetí je to 1387 h. Průměrná roční teplota brázdové části je 8–9 °C.
Pokud jde o cirkulaci ovzduší podle četnosti výskytu směru větru v ročním průměru převažují větry severozápadní, zvláště v letním období. Severovýchodní větry mají poněkud zvýšenou četnost v předjaří a na jaře. Východní a jihovýchodní větry mívají méně četné zastoupení, ale jižní větry dosahují v území největších rychlostí. Bouřlivé větry západního proudění mají sice menší rychlost, ale jejich deflační účinky zvyšuje jejich padavý ráz a následná turbulence po překročení Zábřežské a popřípadě Úsovské vrchoviny.

## Hydrologické poměry

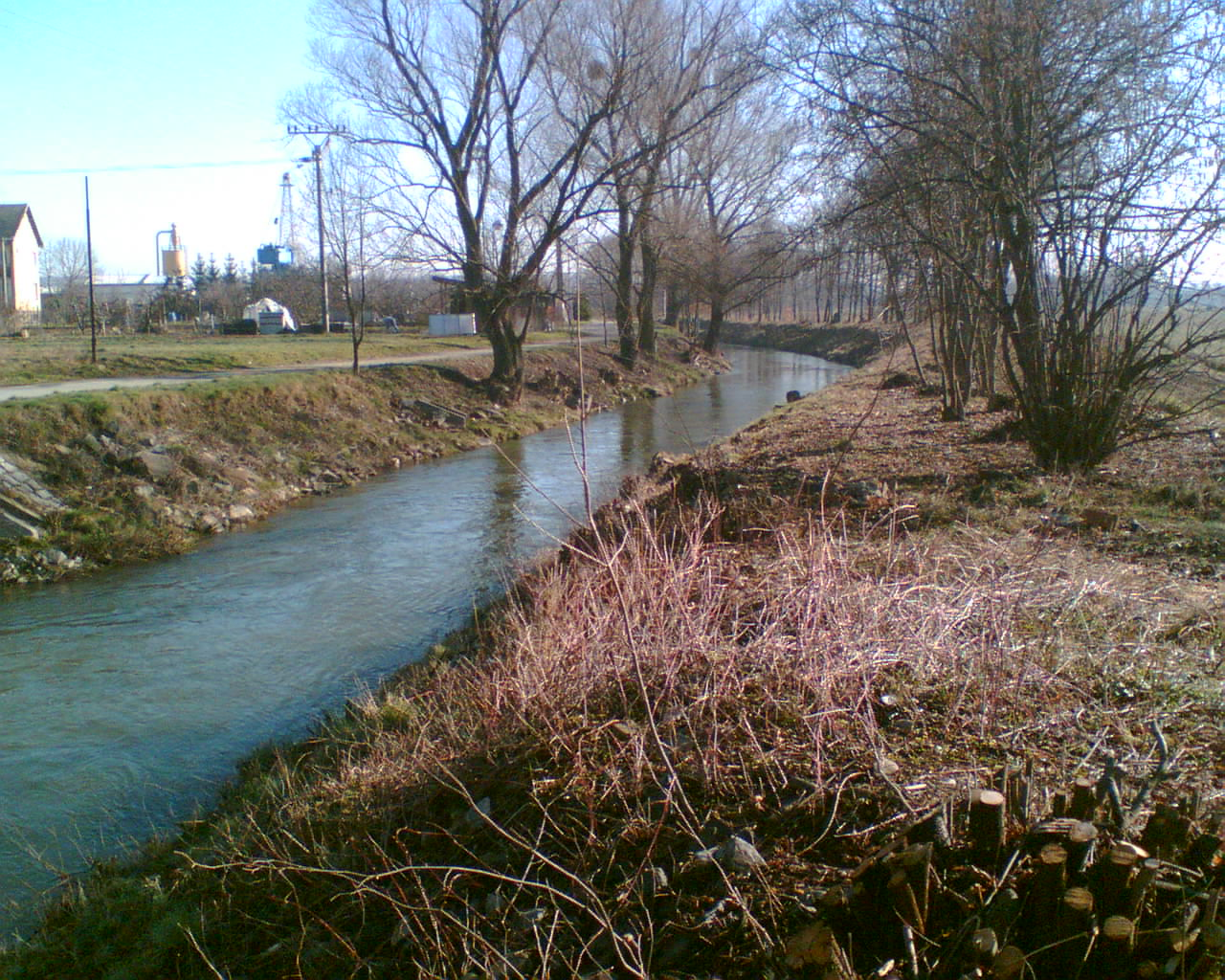
Řeka Třebůvka pod Lošticemi

Důležité jsou zejména hodnoty průtoků, minimálních a maximálních stavů vodní hladiny toků, nástup a trvání extrémních situací v závislosti na odtoku a na srážkách a výparu, kvantitativních údajů o chemickém či biologickém znečištění a jiné charakteristiky povrchových vodních toků a nádrží, neboť výšková diference dotčeného území je poměrně malá. Spádové poměry okolních vysočin se pak kumulují právě v nivě Mohelnické brázdy. Z vodohospodářského hlediska jsou pak také velmi cenné poznatky o režimu podzemních vod, kde je možno konstatovat, že hlavním faktorem ovlivňujícím hydrogeologické poměry území je uložení a rozložení sedimentárních výplní brázdy a Hornomoravského úvalu. Kvantita i kvalita podzemní vody v propustných horizontech však lokálně silně kolísá. Největší zásoby vody jsou vázány na mindelské štěrkopísky vyplňující přehloubené brázdy. Tektonické deprese ve střední části Mohelnické brázdy jsou mimořádně zvodnělé a vyhloubené hydrogeologické vrty vykazují mimořádně velké vydatnosti.

### Řeky

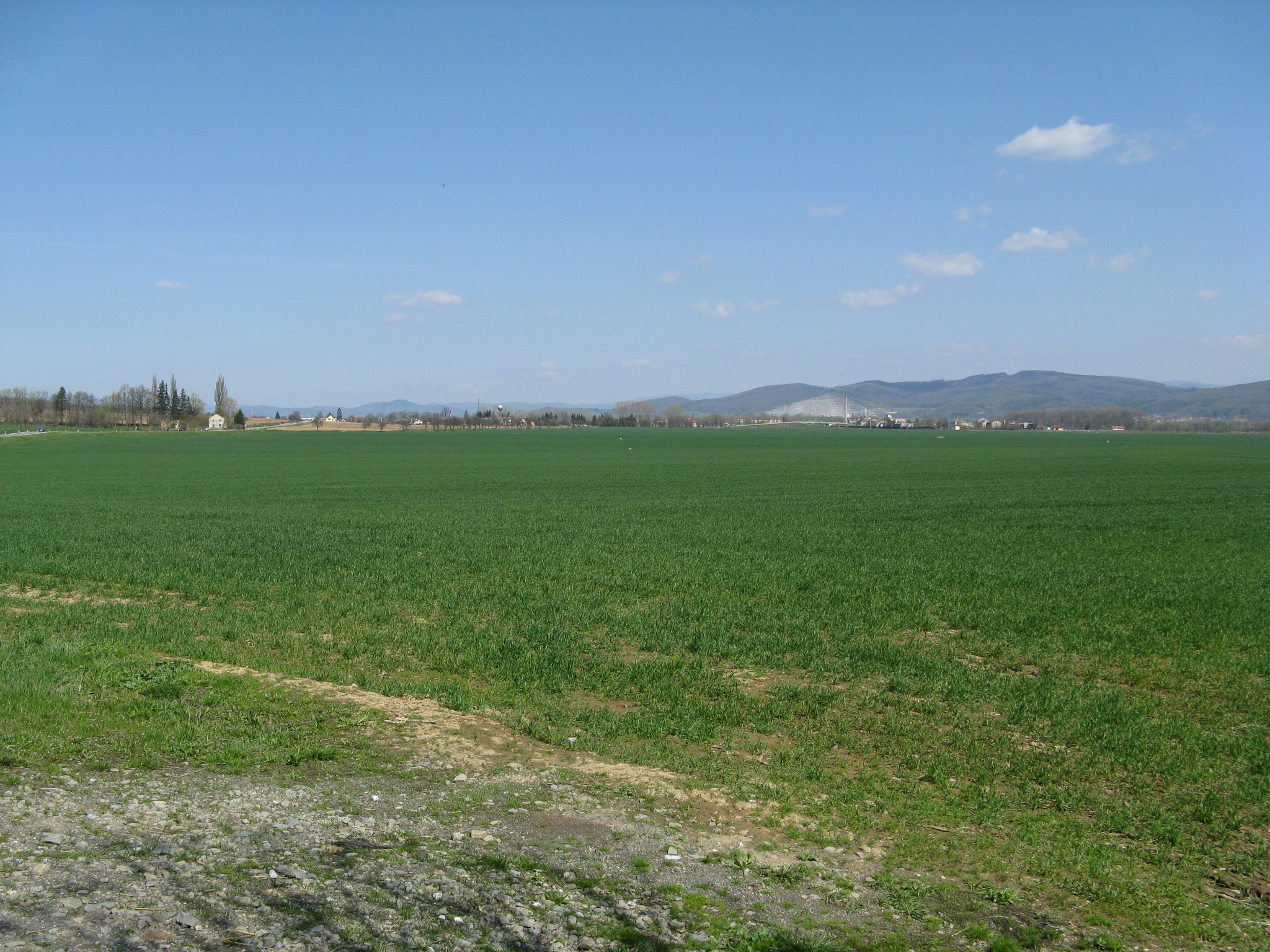
Mohelnická brázda – pohled severozápadním směrem (v pozadí Vlachov, Lukavice)

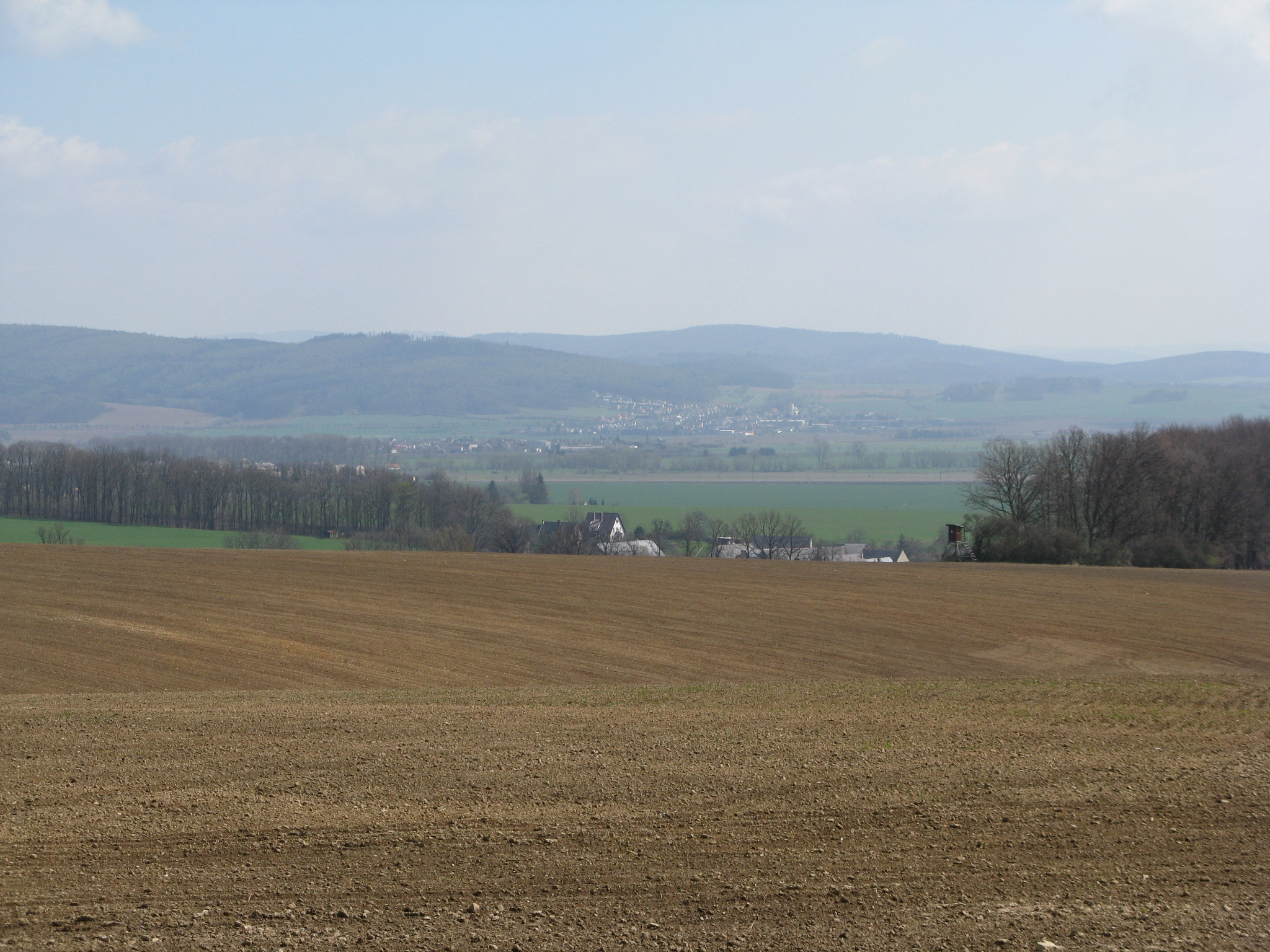
Mohelnická brázda – pohled východním směrem (nad Květínem)

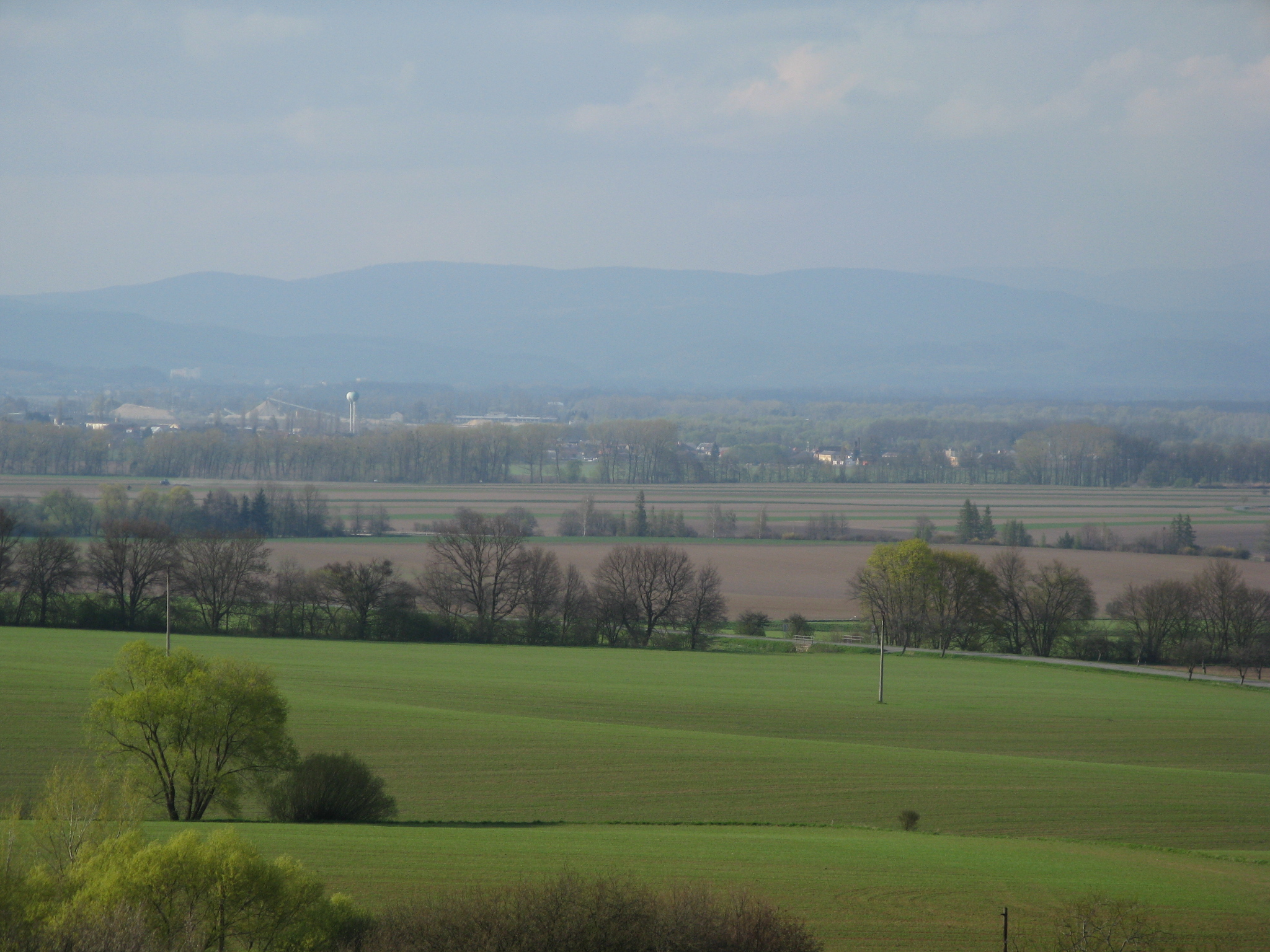
Mohelnická brázda – v pozadí těžba štěrkopísku u Mohelnice

Ústřední vodotečí brázdy je tok řeky Moravy vydatně vyživován toky z okolních vrchovin. Nejvýznamněji se podílí pravobřežní Moravská Sázava, Mírovka a Třebůvka a levobřežní Desná, Loučka, Rohelnice a Doubravka.

## Geomorfologie

### Geomorfologická charakteristika
Území brázdy se podle geomorfologického členění České republiky rozkládá v ose severní části rozsáhlé, severojižním směrem orientované vhloubené části Moravy – a v jižní části jejího severního pokračování – Hornomoravského úvalu. Jde tedy o styčnou oblast dvou geomorfologických provincií, a to České vysočiny (podsoustava Východních Sudet) a Západních Karpat (podsoustava Vněkarpatských sníženin). Hornomoravský úval je tedy geomorfologickým celkem Západních Karpat (Vněkarpatských sníženin). Mohelnická brázda a olomoucko-litovelská část Hornomoravského úvalu se vyznačuje rovinným či mírně zvlněným povrchem ve výškách 200–300 m n. m., který se šíří převážně na málo odolných mladotřetihorních a čtvrtohorních sedimentárních výplní, z nichž však ojediněle vystupují i horniny starého českého masívu. Tyto horniny budují nejen sousední vrchoviny, ale i Třesínský práh, který představuje strukturní i morfologickou přepážku mezi Hornomoravským úvalem a Mohelnickou brázdou. Jde totiž o tektonicky rozbitý a erozně přemodelovaný zbytek původního spojení Bouzovské a Úsovské vrchoviny.

### Geomorfologická klasifikace
- Provincie: Česká vysočina
  - Soustava: Krkonošsko-jesenická subprovincie (Sudetská)
    - Podsoustava: Jesenická oblast (Východosudetská)
      - Celek: Mohelnická brázda
        - Podcelek: Středomoravská niva
        - Podcelek: Policko-lišnická kotlina

## Geologie

### Geologická charakteristika

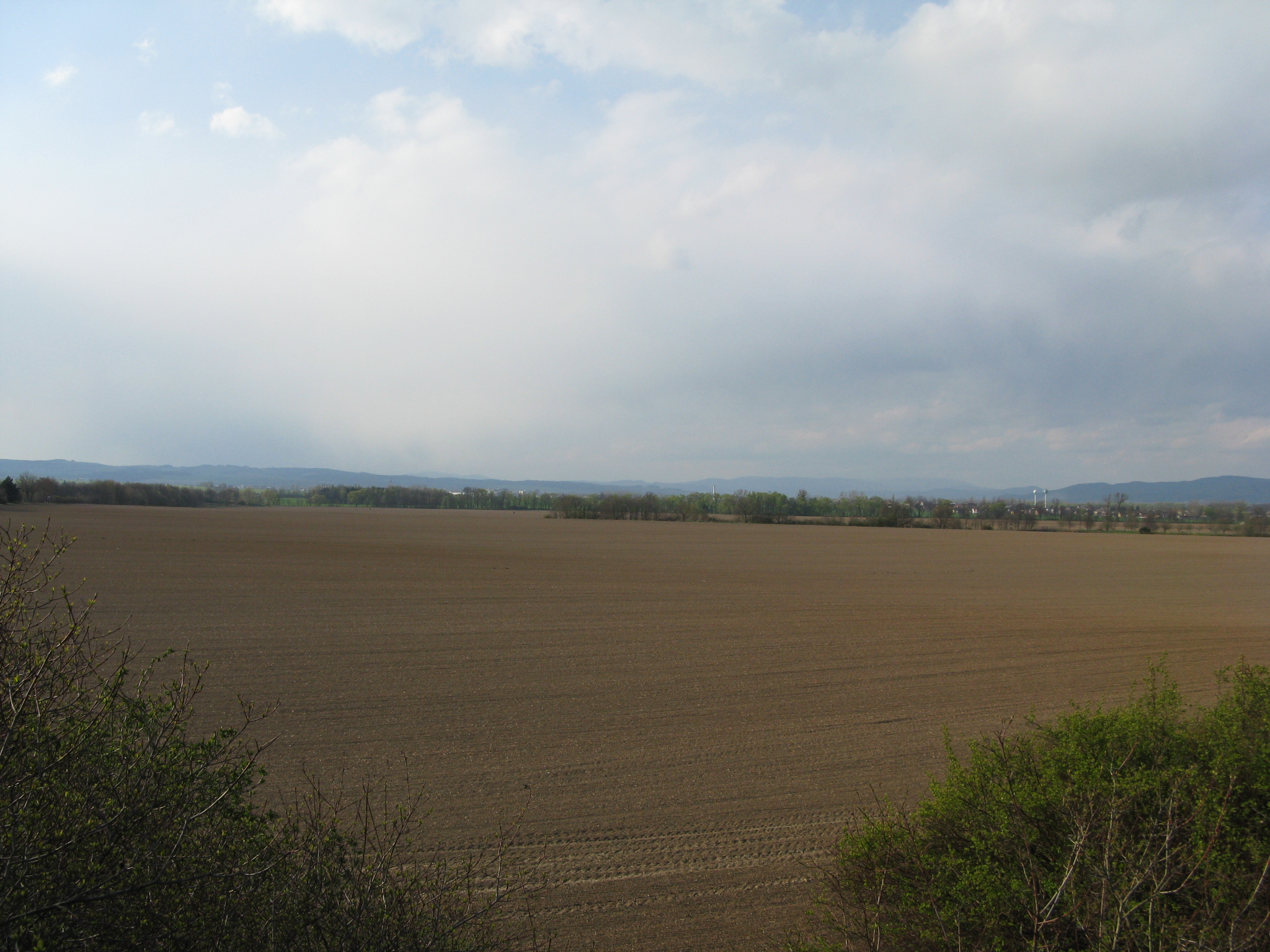
Mohelnická brázda – pohled severním směrem (od Palonína)

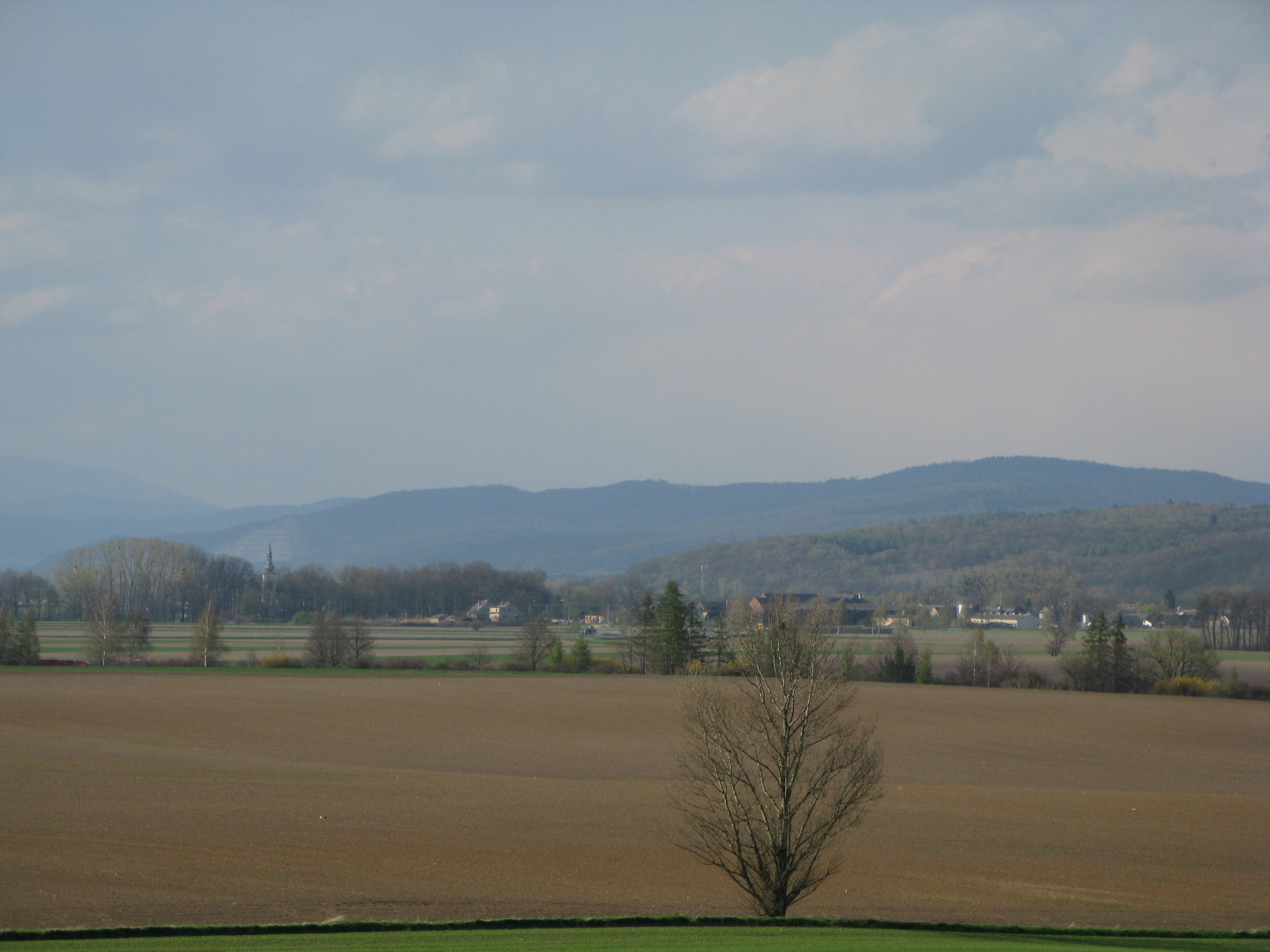
Mohelnická brázda u Moravičan – pohled od Měníka (na obzoru Úsovská vrchovina)

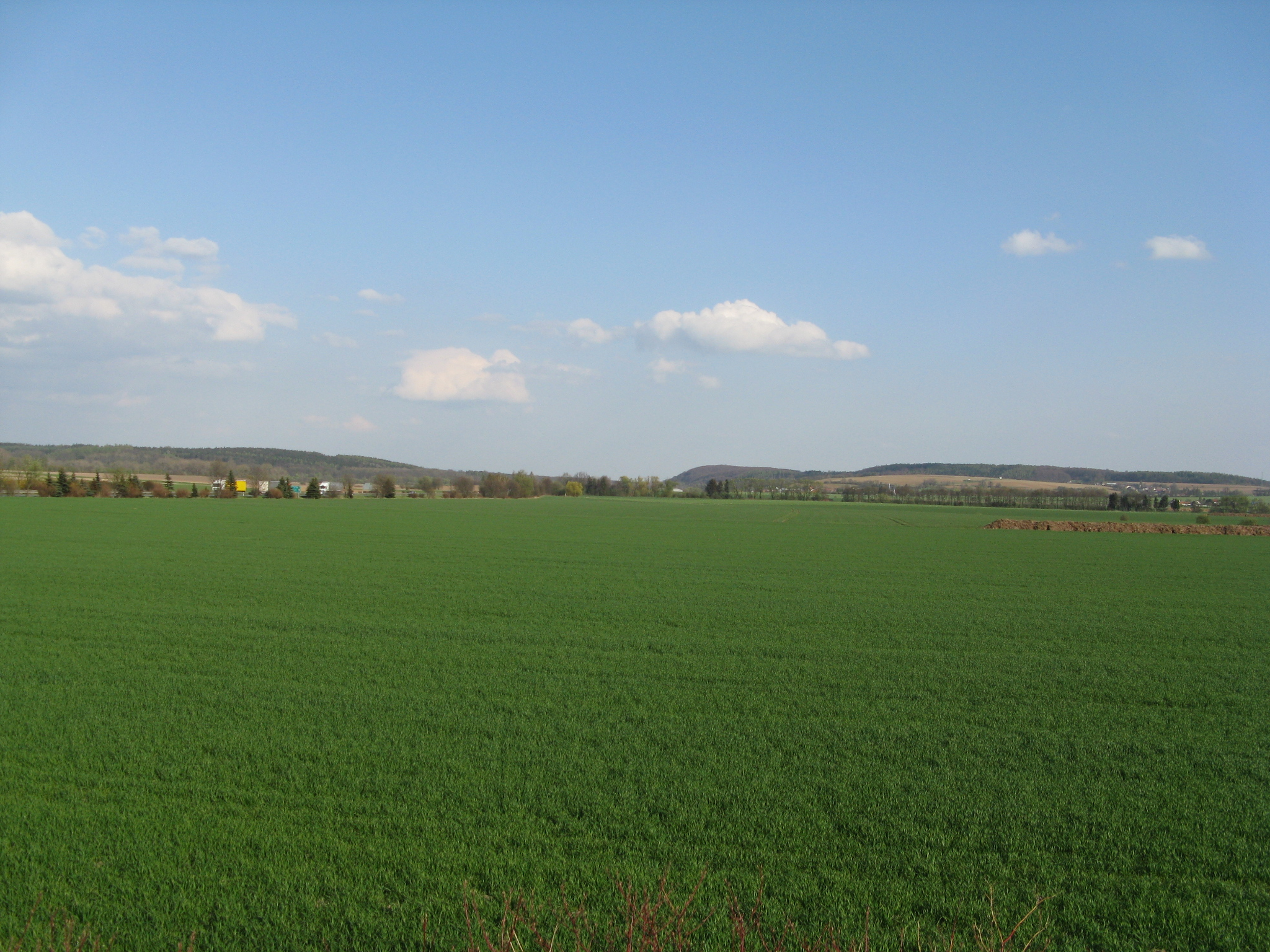
Třesínský práh – pohled východním směrem (od Palonína)

Geologická stavba MOhelnické brázdy, Hornomoravského úvalu a širšího okolí vůbec je značně složitá. Střídala se tu období horotvorných pohybů (předvariská, variská, alpínská) a obdobnými sedimentacemi. Tektonické pohyby neustaly dosud a jsou kromě jiného i příčinou složitého větvení, meandrování a překládání koryt Moravy i jejích poboček. Stále jsou odkrývány dosud neznámé skutečnosti a závislosti, které modifikují starší názory o geologickém a geomorfologickém vývoji na rozhraní České vysočiny a Karpatské soustavy. Základním geologickým rysem území je jeho kerná stavba, vyznačující se diferencovanými pohyby jednotlivých ker, oddělených starými, dosud však oživujícími zlomy. Na jednu z těchto ker je vázán celý Hornomoravský úval. Podkladem Hornomoravského úvalu, MOhelnické brázdy a jejich vrchovinného okolí jsou horniny předdevonského krystalinika, které pokračují daleko k východu pod karpatskou horskou soustavu. Na těchto horninách spočívá komplex devonských hornin, usazených v geosynklinále, kterou tehdy vyzdvižená kra Hornomoravského úvalu dělila jako práh do dvou dílčích pánví – drahanské a jesenické. V nich, nejdále od pevniny, se ve značné mocnosti usadily pelitické vrstvy, do nichž při podmořském vulkanismu pronikly vyvřeliny. Tyto spodno-střednodevonské horniny budují Úsovskou vrchovinu, severovýchodní část Třesínského prahu a Nízký Jeseník. V devonu se nejprve usadily středozrnné až hrubozrnné křemence a slepence a pak v jejich nadloží vápence a vápnité břidlice s vložkami lyditů. Spodnokarbonské horniny vystupují ze sedimentárních pokryvů v Mohelnické brázdě v jižním okolí Mitrovic. Po ústupu kulmského moře se stal Hornomoravský úval a jeho okolí souší. Koncem miocénu a v pliocénu postihly území Hornomoravského úvalu, Třesínského prahu a Mohelnické brázdy nové kerné poklesy podél starých sudetských zlomů, které vyvolaly intenzivní sedimentaci pestrého souvrství, dosahujícího místy mocnosti 200–250 m. Neogenní stáří tohoto komplexu štěrků, písků a kaolinických jílů v brázdě (u Újezdu jihozápadně od Mohelnice) bylo prokázáno nálezem typické dřeviny: Taxodioxylon gypsaceum. Území Mohelnické brázdy bylo propojeno s Hornomoravským úvalem přes Třesínský práh údolím Moravy a sníženinou mezi Moravičanami a Střelicemi. Nejdůležitějším zlomem v brázdě je zlom probíhající v nivě Moravy a oddělující méně pokleslou kru levobřežní oblasti mezi Třeštinou a Mitrovicemi od hluboko pokleslé pravobřežní kry mezi Mohelnicí, Lošticemi a Řimicemi. Mohelnickou brázdu postihly podobné kerné poklesy na rozhraní pliocénu a pleistocénu, jako Hornomoravský úval, takže i toto území mělo podobný geomorfologický vývoj. Tektonické pohyby ve spodním miocénu, které vyvolaly vznik Mohelnické brázdy a Hornomoravského úvalu, a tedy i značné snížení erozní báze tehdy ještě málo rozčleněného zarovnaného povrchu východní části České vysočiny, způsobily rychlé a velké prohloubení údolní sítě a tím i krasovění rozřezaných devonských vápenců v nižších úrovních.

## Fytogeografická charakteristika
Podle regionálně fytogeografického členění České republiky je zde zastoupeno Českomoravské mezofytikum dvěma fytogeografickými okresy: Zábřežsko-uničovským úvalem a Drahanskou vrchovinou (podokres Bouzovská pahorkatina).
Z hlediska fytogeografického hodnocení je zde velmi významná skupina taxonů, které v daném území dosahují hranice svého mezního rozšíření a jde zpravidla o severní, resp. severozápadní hranici jejich výskytu na Moravě.
Týká se to zejména druhů:
- bělozářka větevnatá (Anthericum ramosum)
- ostřice Micheliova (Carex michelii)
- sléz velkokvětý (Malva alcea)
- bojínek tuhý (Phleum phleoides)
- kokořík vonný (Polygonatum odoratum)
- řimbaba chocholičnatá (Tanacetum corymbosum)
- jetel alpínský (Trifolium alpestre)
- tolita lékařská (Vincetoxicum hirundinaria)
- kakost krvavý (Geranium sanguineum, pozorovaný naposledy v roce 1971).

Většina termofytů a subtermofytů je nápadně koncentrována na jihozápadním a západním okraji Doubravy a na Třesíně, kde je jejich výskyt navíc podporován i vápencovým substrátem.
Sem patří např.:
- orlíček obecný (Aquilegia vulgaris)
- čilimník nízký (Chamaecytisus supinus)
- oman vrbolistý (Inula salicina)
- hrachor lesní (Lathyrus sylvestris)
- hrachor černý (Lathyrus niger)
- pryskyřník mnohokvětý (Ranunculus polyanthemos)
- růže galská (Rosa gallica)
- šalvěj luční (Salvia pratensis)
- silenka noční (Silene noctiflora) aj.

Vedle výskytu mnohých teplomilných druhů je velmi příznačným rysem místní květeny relativně vysoký počet taxonů, sestupujících z vyšších vegetačních stupňů do nížinných či pahorkatinných poloh, kde jsou nejčastěji vázány na společenstva lužních lesů a vlhčích lipodubohabřin.
Mezi častěji zastoupené horské či podhorské druhy patří především:
- oměj pestrý (Aconitum variegatum)
- kerblík lesklý (Anthriscus nitida)
- věsenka nachová (Prenanthes purpurea)
- silenka dvoudomá (Silene dioica)
- kýchavice bílá Lobelova (Veratrum lobelianum).

Vzácně zde rostou i:
- lipnice oddálená (Poa remota)
- žluťucha orlíčkolistá (Thalictrum aquilegiifolium) aj.

V kategorii taxonů s demontánní tendencí zde můžeme nalézt zejména druhy:
- kakost lesní (Geranium sylvaticum)
- knotovka červená (Silene dioica)
- pomněnka trsnatá (Myosotis caespitosa)
- devětsil bílý (Petasites albus)
- škarda čertkusolistá (Crepis succisifolia)
- třtina chloupkatá (Calamagrostis villosa).

Vyskytují se zde i fytochory s převážným výskytem ve východní části České republiky jako např.:
- kuklík potoční (Galium rivale)
- pryšec mandloňovitý (Tithymalus amygdaloides)
- ostřice chlupatá (Carex pilosa)
- zapalice žluťuchovitá (Isopyrum thalictroides)
- svízelka lysá (Cruciata glabra), aj.

Fytogeograficky zajímavý je rovněž výskyt kokoříku přeslenitého (Polygonatum verticillatum), jenž výrazně přesahuje hranice oreofytika, a rozrazilu horského (Veronica ontana) ad.
V pestré vegetační mozaice hrají významnou roli vodní a mokřadní biotopy, patřící mezi specializované fytochory. Na ně je vázána i řada vzácných taxonů v různém stupni ohrožení např.:
- stulík žlutý (Nuphar lutea)
- zevar nejmenší (Sparganium minimum)
- bazanovec kytkokvětý (Naumburgia thyrsiflora)
- bublinatka jižní (Utricularia cf. Australis)
- šípatka střelolistá (Sagittaria sagittifolia)
- šmel okoličnatý (Butomus umbellatus) aj.

Mnohé z uvedených druhů jsou koncentrovány v komplexu mokřadních fytocenóz Přírodní rezervace Kačení louka a v řadě tůní podél železniční trati Zábřeh–Olomouc.

## Charakteristika vegetace

### Lesní vegetace
V současné struktuře lesní vegetace se v malé míře uplatňují porosty přirozeného charakteru, zejména lužní remízy a lesy, smíšené dubohabrové háje, lipové dubohabřiny a olšiny, které si dodnes udržely vesměs málo pozměněnou skladbu dřevin, takže právem patří – díky svému rozsahu, zachovalému charakteru i floristické a vegetační pestrostí – ke klenotům krajiny středozápadní Moravy. Dobře patrné jsou v této souvislosti expoziční rozdíly, zejména mezi severními a jižními svahy Třesína, jejich teplota se v letních měsících liší až o 5 °C, což se plně odráží v rozšíření jednotlivých taxonů i celých společenstev. Např. na jihozápadním okraji Doubravy u Moravičan lze na vegetačním profilu rozlišit fragmenty vrbotopolových luhů a jilmových doubrav v blízkosti toku Moravy, na něž navazují na přilehlém prudkém svahu postupně klenová habřina, tolitová doubrava, biková doubrava a v horní části svahu pak černýšová dubohabřina. Převládajícími společenstvy údolních poloh jsou převážně nesouvislé komplexy lužních remízů a lesů v jejichž rámci jsou relativně vzácně, na stanovištně příznivých lokalitách mozaikovitě vyvinuty zejména slatinné a ostřicové olšiny. Na mokřady podél železniční trati jsou vázány cenózy bažinných vrbových křovin (zatím známy především z okolí Kačení louky). Ve vyšších polohách představují dominantní lesní vegetaci habrové doubravy a lipové dubohabřiny, k nimž přistupují některá plošně méně rozšířená společenstva, jako jsou klenové habřiny, acidofilní bikové doubravy a tolitové doubravy. Vedle lesních fytocenóz se na různých biotopech vyskytují i rozmanité typy dřevinných nelesních společenstev, vytvořené druhotně jako náhradní cenózy v průběhu částečného odlesnění této krajiny. Z nich jsou v zájmovém území dosti rozšířené fytocenózy sekundárních křovin a keřových lesních plášťů.

### Nelesní vegetace
Společenstva rákosin, vysokých ostřic a vlhkých až čerstvě vlhkých luk jsou výhradně omezena na oblast příbřežní nivy, zatímco výše položená území říčních teras jsou přeměněna v ornou půdu. Jestliže v šedesátých letech bylo v nivě Moravy a jejich přítoků v území více než 1000 ha lužních porostů, z nichž část podmáčených, pak se z těchto komplexů luk dříve se rozkládajících v Hornomoravském úvalu a Mohelnické brázdě zachovala jen třetina rozlohy. Travinné ekosystémy údolní nivy řeky Moravy jsou rozšířeny na půdách holocenních náplavů, tvořených vrstvami štěrků, písků, hlín a jílů o různé mocnosti. Provedení úprav říční sítě Moravy a s tím spojený pokles hladiny podzemní vody, dále provedení rozsáhlých plošných odvodnění vybudováním odvodňovacích soustav, přivodilo zánik slatinišť a vedlo k sukcesivní záměně slatinné vegetace a vegetace vlhkých luk za společenstva mezofytního charakteru. Rozsáhlé odvodnění mělo za následek, že původní slatiny a větší část přírodních luk s vyloučením dříve pravidelných záplav ztratily svou původní fyziognomii nebo byly následně převedeny v ornou půdu. Proto přes dnešní bohaté spektrum travinných společenstev je plošný rozsah nemnohých z nich již omezený a některé dokonce zanikly. Původní ráz vegetace slatin a vlhkých až čerstvě vlhkých luk je již dnes zcela zastřen fytocenózami polokulturních luk. Ustoupila řada původních druhů slatinných společenstev jako ostřice Davallova (Carex davalliana), ostřice přioblá (Carex diandra), ostřice oddálená (Carex distans), ostřice Hostova (Carex hostiana), zábělník bahenní (Comarum palustre), všivec bahenní (Pedicularis palustris), vachta trojlistá (Menyanthes trifoliata) a další. Vedle odvodnění to byly i intenzivní pratotechnické zásahy (což je komplex opatření sloužící ke zvýšení produkční schopnosti a kvality travních porostů) do struktury porostů, které přivodily změny v druhové skladbě lučních společenstev. Některá nelesní společenstva tak mají druhotný charakter, vznikají jako náhradní společenstva v místech, kde hospodářskou činností zanikla lesní společenstva.

## Charakteristika fauny
Zastoupená fauna patří především k typickým zástupcům společenstev řek, jezer, periodických a stálých tůní, litorálu, mokrých luk a také lužních lesů. V západní a severní části CHKO Litovelské Pomoraví, což je jižní a jihovýchodní část brázdy (tj. oblast Doubravy a Třesína) nalezneme zástupce společenstev sušších doubrav. Výrazný vliv na faunu má okolní intenzivně obhospodařovaná zemědělská krajina. Projevuje se především invazí řady stepních a lesostepních prvků, které se šíří s odlesňováním a vysušováním nivy i do původních, přirozených lesních společenstev. Velký vliv na složení fauny má i nitrifikace a intoxikace v zemědělství používanými látkami a znečištění vod.

### Bezobratlí
Vysokou druhovou pestrost bezobratlých je možno z hlediska ochrany společenstev a genofondu hodnotit jako jednu z nejvýznamnějších lokalit v ČR a ve střední Evropě pro zachování společenstev periodických tůní. Vedle řady dalších druhů se zde na mnoha lokalitách dosud vyskytují vzácní korýši, mj. žábronožka sněžní (Siphonophanes grubii), listonoh jarní (Lepidurus apus), perloočky (Alonopsis ambigua) a (Alona protzi), škeblovka (Lynceus brachyurus) a další.

#### Denní motýli
Skupina denních motýlů (Rhopalocera) v Mohelnické brázdě a části CHKO Litovelského Pomoraví tvoří faunistickou složku značně citlivou na jakékoliv změny přírodního prostředí. Svědčí o tom výrazný kvalitativní i kvantitativní úbytek ve hmyzích společenstvech v ještě nedávném období. Z ochranářského a bioindikačního hlediska je nejvýznamnější kategorie tzv. ohrožených druhů. Pro toto území je možno uvést zjištěný souhrn následujících denních motýlů: Papilio machaon – otakárek fenyklový, Iphiclides podalirius – otakárek ovocný, Parnassius mnemosyne – jasoň dymnivkový, Aporia crataegi – bělásek ovocný, Colias myrmidone – žluťásek barvoměnný, Apatura iris – batolec duhový, Apatura ilia – batolec červený, Limenitis populi – bělopásek topolový, Helitaea diamina – hnědásek rozrazilový, Strymonidia spini – ostruháček trnkový, Lycaena disparrutila – ohniváček černočárný, Heodes alciphron – ohniváček modrolesklý, Cupido minimus – modrásek nejmenší, Maculinea teleius – modrásek očkovaný, Maculinea nausithous – modrásek bahenní, Scolitantides orion – modrásek rozchodníkový, Meleageria daphnis – modrásek hnědoskvrnný, Coenonympha hero – okáč hnědý (poslední pozorování 1976).
S výjimkou obou otakárků jde o lokální zástupce fauny denních motýlů, s úzkou vazbou na příslušná stanoviště. Jejich výskyt indikuje přírodní zachovalost daného biotopu a dodává argument pro jeho ochranu. Dva druhy si vyžadují zvláštní komentář:
- Jasoň dymnivkový – jde o výrazně stenotopní druh, který postupně mizí z řady lokalit, na kterých se dříve hojně vyskytoval. V Čechách už prakticky vyhynul, na Moravě se udržel zejména v její jižní části. V CHKO Litovelské Pomoraví se vyskytuje zcela pravidelně v dosti početných populacích (v okolí Moravičan a Nových Zámků).
- Okáč hnědý – ještě v 50. letech 20. století se vyskytoval zcela pravidelně na křovinami porostlých lesních loukách v CHKO Litovelské Pomoraví, obzvláště u Moravičan, Střeně a v okolí Nových Zámků.

#### Brouci
U řádu brouků (Coleoptera) byl zatím na celé řadě lokalit Hornomoravského úvalu a Mohelnické brázdy proveden pouze orientační průzkum. Nejvíce pozornosti bylo zatím věnováno výskytu střevlíkovitých (Carabidae). V lesních bitopech bylo dosud zjištěno 148 druhů (tj. 32 % druhů střevlíkovitých z celé Moravy). Specifikem zdejších lužních doubrav je právě vysoká abundace druhů rodu střevlíci (Carabus), kteří jsou významnými predátory lesních škůdců. Intenzivně byl proveden pouze průzkum brouků žijících v bylinné vrstvě lesní asociace Ficarioulmetum (tvrdý luh). Během uplynulých let výzkumu bylo zjištěno 140 druhů brouků náležejících ke 27 čeledím. Z ochranářského hlediska zasluhuje pozornost výskyt nosorožíka kapucínka (Oryctes nasicornis), který žije ojediněle ve zbytcích skládek třísla v okolí Mladče.

### Obratlovci

#### Ryby
Řeka Morava a to nejen v úseku Mohelnické brázdy včetně přítoků v této lokalitě je z hlediska zarybnění jedním z nejbohatších toků nejen v rámci ČR, ale i ve střední Evropě. Celkem zde bylo dosud zaznamenáno 60 druhů ryb a kruhoústých. Mnoho tůní, slepá ramena i rychle proudící úseky vytvořily dobré podmínky pro rozvoj rybích společenstev od doznívání lipanového a pstruhového pásma přes cejnové a parmové pásmo. Znečišťování řeky v průběhu 20. století však vedlo k postupnému snižování druhové pestrosti a vymírání některých druhů. Od roku 1980 se však kvalita vody velmi zlepšila a postupně dochází k regeneraci bentosu i rybích společenstev, jež jsou zastoupena a seřazena dle početnosti následujícím výčtem: hrouzek obecný (Gobio gobio), plotice obecná (Rutilus rutilus), jelec tloušť (Leuciscus cephalus), mřenka mramorovaná (Neomacheilus barbatulus), jelec proudník (Leuciscus leuciscus), střevle potoční (Phoxinus phoxinus), okoun říční (Perca fluviatilis), cejn velký (Abramis brama), štika obecná (Esox lucius), lín obecný (Tinca tinca), ouklej obecná (Alburnus alburnus), kapr obecný (Cyprinus carpio), perlín ostrobřichý (Scardinius erythrophtalmus), parma obecná (Barbus barbus), ostroretka stěhovavá (Chondrostoma nasus), slunka obecná (Leucaspius delineatus), cejnek malý (Blicca bjoerkna), bolen dravý (Aspius aspius), pstruh obecný (Salmo trutta). Byly však zjištěny i další druhy ryb výše neuvedené.

#### Obojživelníci a plazi
V území Mohelnické brázdy a CHKO Litovelské Pomoraví byly dosud zjištěny tyto druhy obojživelníků a plazů:
- blatnice skvrnitá (Pelobates fuscus) – kriticky ohrožený druh, výskyt pouze z dvou lokalit.
- skokan skřehotavý (Rana ridibunda) a skokan zelený (Rana kl. Esculenta) zde tvoří smíšené populace.
- skokan hnědý (Rana temporaria) – jedna z nejhojnějších žab; v lužních lesích dominuje nad ostatními zemními skokany.
- skokan štíhlý (Rana dalmatina) – místy je hojný a početně převažuje nad skokanem hnědým a to zejména v oblasti Doubravy či nezalesněného území CHKO LP.
- skokan ostronosý (Rana arvalis) – v současné době je nezvěstný, v minulosti byl zjištěn v PR Kačení louky.
- rosnička zelená (Hyla arborea) – lokálně rozšířená na některých místech, nejhojněji v okolí PR Kačení louky.
- kuňka obecná (Bombina bombina) – místy dosud hojná.
- ropucha obecná (Bufo bufo) – velmi hojná
- ropucha zelená (Bufo viridis) – hojná především v okolí vesnic.
- čolek velký (Triturus cristatus) – kriticky ohrožený druh, je znám pouze ze dvou lokalit a zasluhuje zvýšenou ochranu.
- čolek horský (Triturus alpestris) – velmi vzácný, v minulosti zjištěn v okolí PR Kačení louky.
- čolek obecný (Triturus vulgaris) – hojný, ale celkové rozšíření není známo.
- mlok skvrnitý (Salamandra salamandra) v oblasti Doubravy či Třesína, limitujícím faktorem zde pravděpodobně bude absence stálých potoků.
- ještěrka obecná (Lacerta agilis) – řídce se vyskytuje v okolí Olomouce, z dalších míst chybí informace.
- ještěrka živorodá (Lacerta vivipara) – celkem hojně se vyskytuje v lužních lesích v okolí Střeně, dále na Planých loučkách a v PR Kačení louce.
- slepýš křehký (Angguis fragilis) – k dispozici je pouze několik záznamů z různých míst CHKO.
- užovka obojková (Natrix natrix) – hojná především kolem různých stojatých vod po celém území CHKO.

Není vyloučen výskyt ani dalších plazů (užovka hladká, zmije obecná) nebo i želva bahenní (Emys orbicularis).

#### Ptáci
Ptáci jsou vedle ryb nejlépe prozkoumanou skupinou obratlovců v CHKO, podobně jako jiná relativně zachovalá mokřadní území, je na ptáky toto území velmi bohaté. K velké druhové pestrosti přispívá i rozčlenění oblasti na několik podmínkami odlišných biotopů.
- Ptáci luhů

V lesích bylo zjištěno celkem 48 pravidelně či nepravidelně hnízdících druhů, při čemž typicky lesních druhů je asi čtyřicet.

K typickým ptačím druhům lužních lesů Litovelského Pomoraví patří: šoupálek krátkoprstý, lejsek bělokrký, pěnkava obecná, sýkora modřinka, sýkora koňadra, budníček menší, brhlík lesní, pěnice černohlavá.
K dalším pravidelně se vyskytujícím druhům lesů patří: káně lesní, šoupálek dlouhoprstý, dlask tlustozobý, holub hřivnáč, kukačka obecná, strakapoud velký, strakapoud prostřední, červenka obecná, sojka obecná, sedmihlásek hajní, sýkora babka, budníček lesní, budníček větší, žluna šedá, žluna zelená, pěvuška modrá, hrdlička divoká, puštík obecný, střízlík obecný, kos černý, drozd zpěvný. Z těch vzácnějších druhů lze uvést čápa černého, včelojeda lesního, jestřába lesního, šířícího se krkavce velkého, a datla černého. V posledních letech zde hnízdí i vzácný luňák červený. Zásadní význam pro strukturu lesních ptačích společenstev má vnitřní struktura lesního porostu, především zastoupení keřového patra.
- Ptáci vodního biotopu

Tok řeky Moravy, jejích ramen a přítoků se výrazně podílí na diverzifikaci ptačího společenstva. Na vodní toky je vázána celá řada ohrožených a chráněných druhů ptáků. Mezi charakteristické druhy patří: rákosník zpěvný, pisík obecný, ledňáček říční, čírka obecná, kachna divoká, slípka zelenonohá, kulík říční, cvrčilka říční, konipas bílý a horský, moudivláček lužní, břehule říční. Některé druhy (např. břehule říční) v současné době v březích řeky nehnízdí. Jejich kolonie byly v minulosti poměrně malé a jejich trvání bylo omezeno dobou existence břehových nátrží ve vhodném neregulovaném břehu řeky. Na břehových nátržích však hnízdí lednáček říční. Na náplavech řeky Moravy pravidelně hnízdí pisík obecný a kulík říční. Jejich hnízdění je podmíněno existencí volných, vegetací nezarostlých štěrkových, písečných a bahnitých lavic a výsepů v řečišti. Pro snížení populační hustoty těchto druhů stačí několikaletá absence velké vody, kdy silný proud do značné míry přebuduje tvar dna, naruší část vegetace a vytváří nový prostor pro tyto ptáky. Naopak, např. přítomnost vrubozobých (kachna divoká a čírka obecná) je dána dostatečně hustou vegetací na březích a tůněmi stojaté nebo mírně plynoucí vody v toku řeky. Na vyšší stadium sukcese břehových porostů, tj. na spleť kořenů a větví nízkých keřů je vázán střízlík obecný, v korunách si pak hnízda staví moudivláček lužní. Takto diverzifikované ptačí společenstvo doprovázející řeku je tedy závislé na periodicky se měnícím profilu vodního toku, dna a břehových porostů. Velké vodní plochy, navíc v otevřené krajině, jsou novým, lidskou činností podmíněným prvkem Mohelnické brázdy. Jsou významným hnízdištěm a především tahovou zastávkou vodního ptactva. Nejvýznamnější ornitologickou lokalitou z hlediska výskytu vodního ptactva je mj. i PR Moravičanské jezero. Hnízdí zde bukáček malý, chřástalové, několik druhů kachen, rákosníci a některé další druhy pěvců.
- Ptáci volné krajiny

Rozptýlené stromy a keře, stromořadí a břehové porosty v zemědělské krajině mají mimořádný význam pro zvýšení druhové diverzity a ekologické rovnováhy krajiny. Typičtí zástupci těchto společenstev v hnízdním období jsou : rákosník zpěvný, mlynařík dlouhoocasý, stehlík obecný, šoupálek krátkoprstý, vrána obecná šedá, kukačka obecná, strakapoud velký, strnad obecný, červenka obecná, lejsek bělokrký, pěnkava obecná, sedmihlásek hajní, cvrčilka slavíková, c. říční, konipas bílý, žluva hajní, sýkora modřinka, sýkora koňadra, budníček menší, pěvuška modrá, zvonohlík zahradní, brhlík lesní, hrdlička divoká, špaček obecný, pěnice černohlavá, p. hnědokřídlá, p. pokřovní, střízlík obecný, kos černý, drozd zpěvný, kvíčala obecná.
Následkem změn krajiny v posledních desetiletích pak z celého Pomoraví a okolí zmizela nebo se stala vzácnými řada druhů ptáků (např. mandelík hajní, křepelka polní, chřástal polní, dudek chocholatý, konipas luční, strnad luční).

#### Savci
Poznatky o výskytu savců v MOhelnické brázdě jsou většinou náhodné a neúplné, neboť dosud je k dispozici pouze několik odborných výzkumů. Z drobných zemních savců byly dosud zjištěny: myšice křovinná (Apodemus flavicollis), myšice lesní (Apodemus sylvaticus), norník rudý (Clethrionymus glareolus), hraboš mokřadní (Microtus agrestis), hraboš polní (Microtus arvalis), hrabošík podzemní (Pitymys subterraneus), rejsek obecný (Sorex araneus), rejsek malý (Sorex minutus), rejsec černý (Neomys anomalus), rejsec vodní (Neomys fodiens), bělozubka šedá (Crocidura suaveolens), krtek obecný (Talpa europaea).
- Další savci

Z dalších savců je třeba uvést skupinu letounů (Chiroptera) pro kterou jsou vhodné podmínky vytvořeny v nejjižnější části Mohelnické brázdy v prostoru Třesína. V Mladečských jeskyních a v Podkově byli dosud zjištěny tyto druhy : netopýr černý (Barbastella barbastellus), netopýr večerní (Eptesicus serotinus), netopýr velkouchý (Myotis bechsteini), netopýr brvitý (M. emarginatus), netopýr velký (M. myotis), netopýr vodní (M. daubentoni), netopýr ušatý (Plecotus auritus) a vrápenec malý (Rhinolopus hipposideros).
Dále se zde vyskytují někteří kopytníci. Přirozený výskyt zde mají: prase divoké, srnec obecný, jelen evropský. V oboře v prostoru Doubravy jsou chovány introdukované druhy kopytníků: jelen sika, daněk skvrnitý, muflon.
Kromě těchto druhů se zde objevují i další druhy savců např. Ondatra pižmová (Ondatra zibethicus) je hojná při všech vodních tocích.
- Další zjištěné druhy:

plšík lískový (Muscardinus avellanarinus), ježek obecný (Erinaceus europaeus), zajíc polní (Lepus europaeus), lasice kolčava (Mustela nivalis), veverka obecná (Sciurus vulgaris) a liška obecná (Vulpes vulpes).
Významným zásahem do společenstva savců lužních lesů bylo vysazení bobra evropského (Castor fiber vistulanus – východoevropský poddruh) na podzim 1991 a na jaře 1992. Původní populace bobra, patřící nejspíše k dnes již zcela vyhynulému poddruhu dunajského povodí, byla vyhubena koncem minulého století. V současné době se bobři vyskytují minimálně na dalších pěti lokalitách, z nichž nejznámější je Chomoutovské jezero.

## Chráněná území
- CHKO Litovelské Pomoraví (SV část) (kod 84/1076 ha - okr. Šumperk)
- PR Bradlec (kod 1651)
- PR Doubrava (kod 1652)
- PR Kačení louka (kod 1586)
- PP Za mlýnem (kod 1710)
- PR Moravičanské jezero (kod 1700)
- PR Pod Trlinou (kod 1947)

- NPP Park v Bílé Lhotě (kod 302/2,41 ha)
- NPP Třesín (NPP) (kod 452)
- PP Třesín (kod 1654/143,1 ha)